# Castellers de Mollet
Els Castellers de Mollet és una colla castellera de Mollet del Vallès, al Vallès Oriental, fundada l'any 1992. Vesteixen amb camisa de color verd clar i els seus millors castells són el 2 de 7 carregat, 5 de 7, 7 de 7 i 4 de 7 amb agulla. Són la segona colla en actiu més antiga del Vallès Oriental.

## Història
El bateig de la colla va ser per la Festa major de Gallecs de Mollet del Vallès amb els padrins Castellers de Montcada i Reixac. El color de la camisa verd claret triat per ser la tela més barata que els donava el proveïdor.
Els primers castells de 7 arribarien dos anys després de la fundació, en forma de 4 de 7 a la diada dels Castellers de Montcada i Reixac al novembre. En canvi, el 3 de 7 es resistiria més amb diversos intents durant els anys 1994 i 1995 fins a descarregar-lo finalment a Lleida al novembre del 1995.
En la celebració del seu 18è aniversari van realitzar una flashmob i el 2010 va ser una de les colles en participar en el projecte "Tots som una colla", amb la idea d'apropar els castells a les persones migrants.
Els primers castells de set van arribar l'any 2016 en forma de 4 de 7 a la seva diada a l'octubre. L'any següent, la feina feta els va permetre estrenar el 3 de 7, que van arribar fins a sis vegades, i tornar a repetir el 4 de 7 fins a tres vegades. El creixement seguiria, amb l'estrena del 3 de 7 amb l'agulla i de 5 de 7 l'any següent. El 2019, però, no revalidarien aquestes dues estructures.

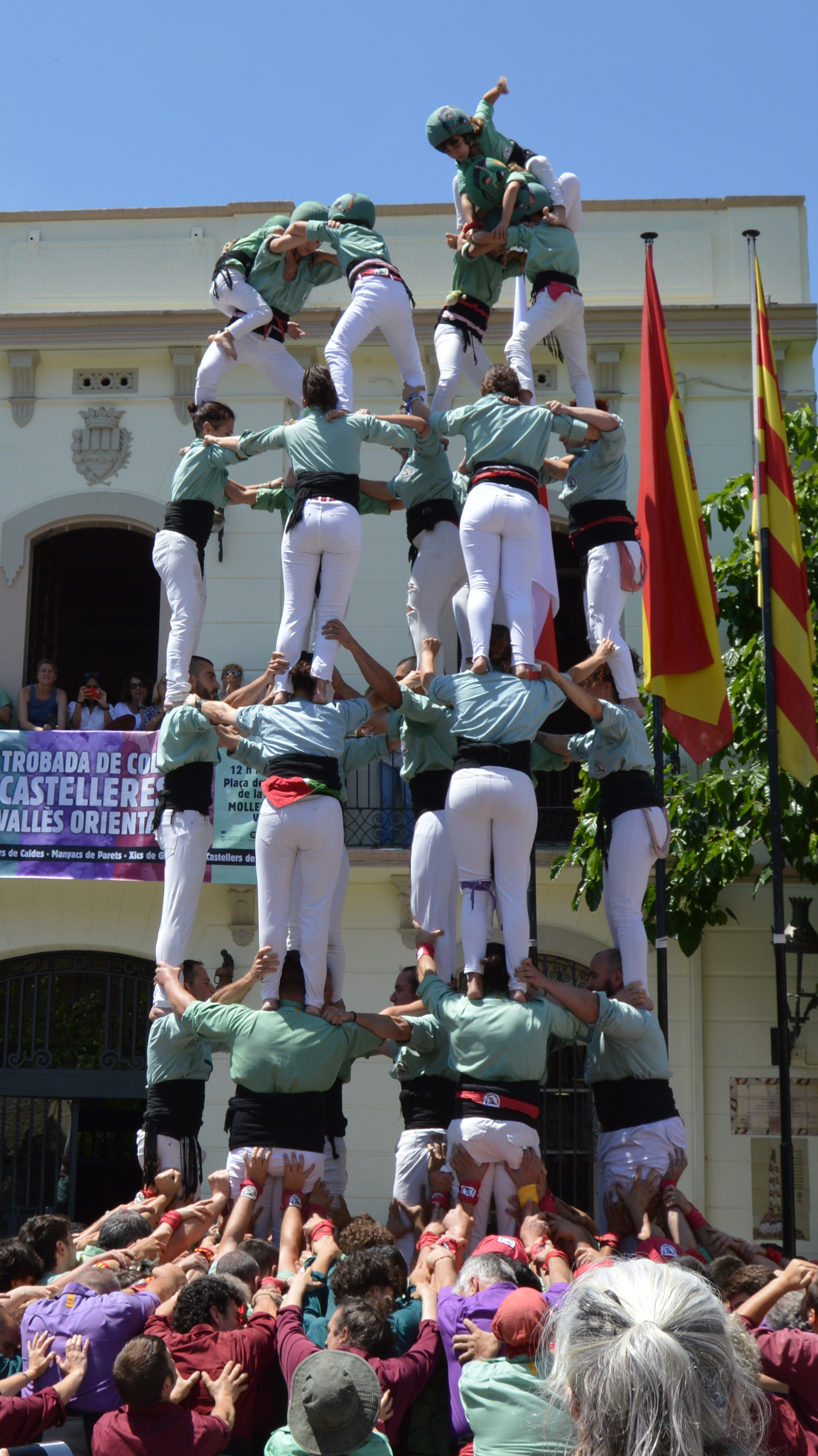
Primer 7d7 descarregat a la Xa Trobada de Colles Castelleres del Vallès Oriental el 2024.

 La consolidació de la gamma alta de 7 arribaria després de la pandèmia de COVID-19 amb l'estrena del 4 de 7 amb l'agulla al Concurs de Castells de Torredembarra del 2022, diada on també van recuperar el 3 de 7 amb l'agulla que no feien des del 2018. Aquest mateix any continuarien amb les estrenes, amb el 5 de 7 per la seva diada a l'octubre acabant així l'any de la millor manera possible. El 2023 podrien tornar a revalidar les estructures que havien estrenat l'any anterior i és al 2024, per la Trobada de colles castelleres del Vallès Oriental que arribaria la següent estrena de la gamma alta de 7, amb el 7 de 7.
El 5 d'octubre de 2024, en la jornada de dissabte del XXIX Concurs de castells de Tarragona els Castellers de Mollet carregaren per primera vegada el 2 de 7, 28 anys després dels 2 intents desmuntats realitzats l'any 1996.

## Castells assolits superiors al 4 de 7
A continuació tenim la data i ubicació de tots els castells descarregats i carregats per primera vegada superiors al 4 de 7. La taula ha estat realitzada a partir de les dades de la Base de Dades de la Coordinadora de Colles Castelleres de Catalunya – Colla Jove Xiquets de Tarragona.
|             | Descarregat | Descarregat                                | Descarregat                              |
| Construcció | Data        | Diada                                      | Ubicació                                 |
| ----------- | ----------- | ------------------------------------------ | ---------------------------------------- |
| 4d7         | 27/11/1994  | Diada dels Castellers de Montcada i Reixac | Montcada i Reixac                        |
| 3d7         | 12/11/1995  | Diada dels Castellers de Lleida            | Palau de la Paeria, Lleida               |
| 3d7a        | 16/09/2018  | XXXV Fira d'Artesans de Mollet del Vallès  | Plaça de l'Artesania, Mollet del Vallès  |
| 5d7         | 28/10/2018  | XXVI Diada dels Castellers de Mollet       | Plaça Prat de la Riba, Mollet del Vallès |
| 4d7a        | 25/09/2022  | Concurs de Castells de Torredembarra       | Pavelló Sant Jordi, Torredembarra        |
| 7d7         | 16/06/2024  | X Trobada de colles del Vallès Oriental    | Plaça Prat de la Riba, Mollet del Vallès |